# 8924 Ірума
8924 Ірума (8924 Iruma) — астероїд головного поясу, відкритий 14 грудня 1996 року.
Тіссеранів параметр щодо Юпітера — 3,572.